# Anales de Quedlinburg

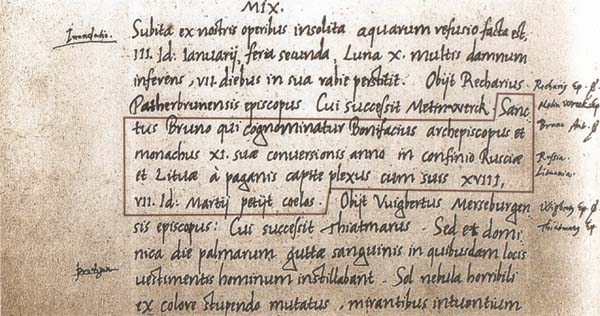
La primesa constancia del nombre de Lituania aparece en los Anales de Quedlinburg (1009).

Los Anales de Quedlinburg (latín: Saxonicae Annales Quedlinburgenses; alemán: Quedlinburger Annalen) se escribieron entre el año 1008 y 1030 en el convento de la Abadía de Quedlinburg. En los últimos años los historiadores han llegado al consenso que el escritor fue una mujer. Los anales ofrecen principalmente una dedicación casi exclusiva de la historia del Sacro Imperio Romano Germánico; también tiene la primera mención escrita sobre Lituania, fechada en 1009. El documento original desapareció, pero sobrevive con una copia del siglo XVI que se conserva en Dresde.

## Quedlinburg

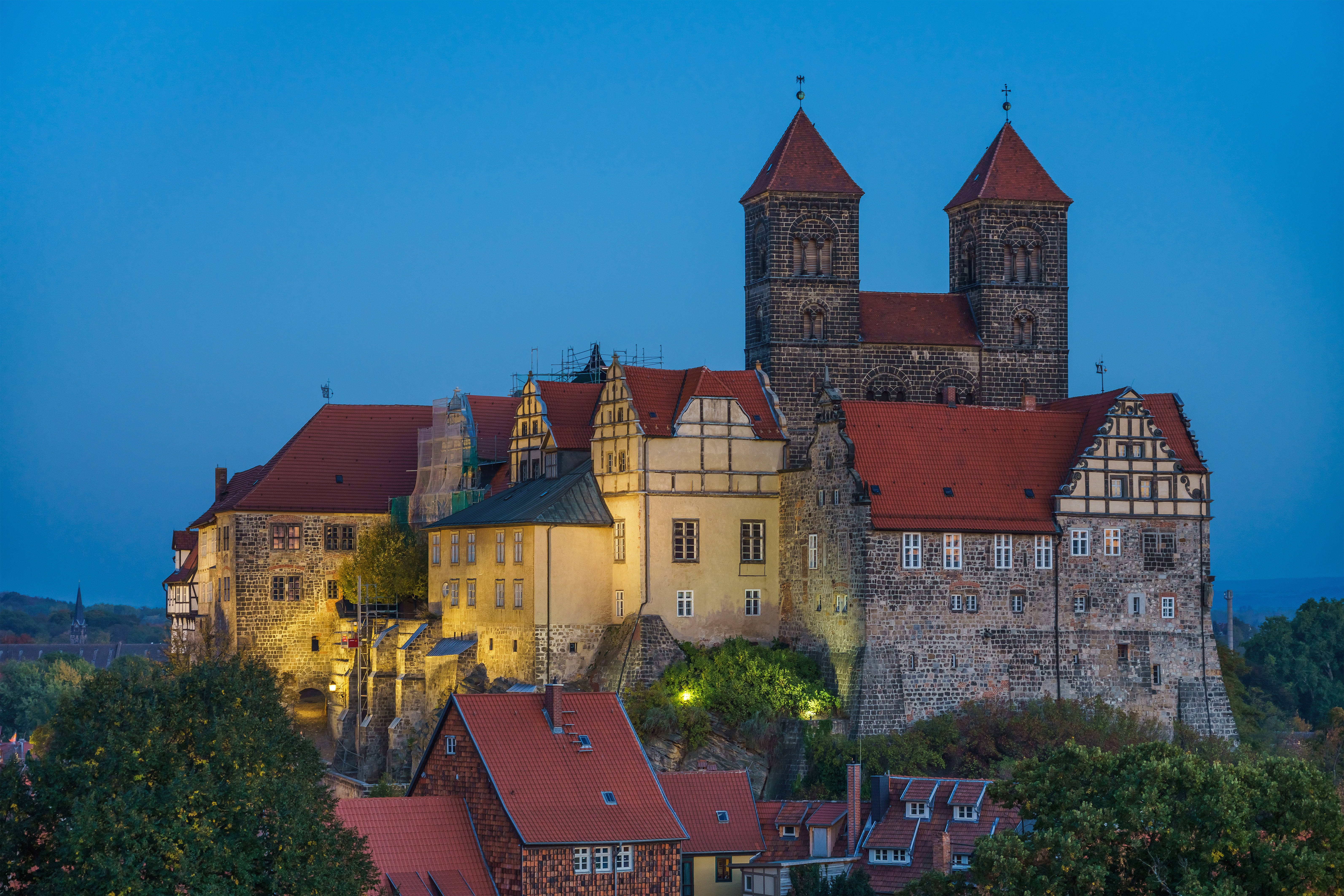
Iglesia de San Servatius y monasterio

La ciudad de Quedlinburg, Alemania, aparece en un documento escrito en 922. Matilde de Ringelheim fundó una comunidad religiosa para mujeres en la abadía de Quedlinburg, sirviendo ella misma como abadesa de 966 a 999. La abadía sería la primera institución educativa para mujeres de cuna noble en Sajonia, manteniendo su misión durante casi 900 años. la ciudad sirvió como palatinado imperial de los emperadores sajones, donde Enrique I el Pajarero, fundador de la dinastía de los otones, fue enterrado. Quedlinburg estaba situada no muy lejos de Magdeburgo, epicentro de la asamblea real del imperio, y sus cronistas podrían por lo tanto sustentar la información de la misma casa real y obtener declaraciones de testigos visuales de los acontecimientos. La ciudad perdió parte de su prestigio bajo el gobierno de Enrique II, quien rompió la tradición de celebrar la Pascua en aquella plaza; los anales le retratan de forma no muy favorable, demostrando la capacidad y el derecho de un monasterio a criticar abiertamente a la corona.

## Anales
Los anales se inician con una crónica de la historia del mundo desde Adán hasta el Tercer Concilio de Constantinopla en 680-681, basándose en crónicas de Jerónimo de Estridón, Isidoro de Sevilla y Beda, entre otros. La narrativa toma datos de múltiples fuentes primarias y más antiguas hasta el año 1002, aunque están presentes informes fechados en 852. A partir de 993,comienza el relato, incluyendo eventos que representan el testimonio en primera persona del cronista sobre los sucesos en y alrededor de Quedlinburg. La cantidad de detalles se incrementa a partir de 1008 por lo que los historiadores llegaron a la conclusión que la primera compilación de los anales corresponde a esa fecha, aunque Robert Holzman argumenta que podría ser anterior, hacia 1000. Se ha sugerido también que el autor abandonó temporalmente el proyecto entre 1016 y 1021 desconociéndose las razones de la suspensión de aportaciones y trabajo. De todas formas el proyecto tuvo continuidad a partir de 1021 y 1030, cuando los autores reportaron la victoria contra Miecislao II de Polonia.
La tarea principal de los cronistas era registrar la herencia de la dinastía de los otones y de la misma Quedlinburg. Los anales incorporan la historia de cierto número de figuras como Atila rey de los Hunos y Teodorico el Grande, entre otros. La historiadora Felice Lifshitz opina que la cantidad de material de las sagas nórdicas integrada en su narrativa, no tiene igual.
Los Anales de Quedlinburg son una fuente muy importante de investigación; durante el siglo XII fue usado al menos por cinco historiadores contemporáneos. Felice Lifshitz afirma que los Anales de Quedlinburg jugaron un papel clave en la configuración de la forma en que la influyente Alemania de los siglos XIX y XX fue testigo de su pasado medieval. También sigue analizándose su influencia en otros contextos, como los eruditos de Beowulf discutiendo el uso de los hugones para identificar a los francos, o el calentamiento global o el miedo al cambio de milenio.

## Lituania
La primera mención de Lituania aparece en los anales y está fechada el 9 de marzo de 1009:

Sanctus Bruno, qui cognominatur Bonifacius, archiepiscopus et monachus, XI suae conversionis anno in confinio Rusciae et Lituae a paganis capite plexus, cum suis XVIII, VII. Id. Martii petiit coelos.
[1009] San Bruno, arzobispo y monje, llamado Bonifacio (Bruno de Querfurt), fue decapitado por los paganos durante el undécimo año de la conversión en la región de las fronteras de los Rus y Lituania, y junto con 18 de sus seguidores, entraron en el cielo el 9 de marzo.

De otras fuentes que describen la obra de Bruno de Querfurt, se aclara que el misionero intentó cristianizar al rey pagano Netimer y sus súbditos. El hermano de Netimer, Zebeden, no obstante rechazó el cristianismo y mató al misionero y a sus seguidores. El historiador lituano Alfredas Bumblauskas sugiere que los anales registran el primer bautismo en la historia de la cristianización de Lituania.